# Brookside (Seifenoper)
Brookside ist eine britische Fernsehserie. Die von Phil Redmond ins Leben gerufene Serie lief ab dem 2. November 1982 bis zum 4. November 2003 im Fernsehsender Channel 4. Zu den Hauptdarstellern gehörten Sue Johnston und Ricky Tomlinson.